# Приволье (Краматорская городская община)
Приволье (укр. Привілля) — село на Украине, находится на территории Краматорского горсовета Донецкой области.
Код КОАТУУ — 1412946201. Население по переписи 2001 года составляет 288 человек. Почтовый индекс — . Телефонный код — 626.

## Адрес местного совета
84395, Краматорска горсовет, смт. Красноторка, ул. Белгородська, 97, тел. 44-31-43

## Герб
30 июня 1999 года Красноторский поселковый совет утвердил символику села Приволья, автором стал художник-дизайнер Александр Дехтярев.
Герб Приволья представляет собой щит французской формы, по диагонали разбитый на две части. Верхняя желтая часть символизирует поле, а три пчелы – пчеловодство, которым жители села занимаются многие годы. Нижная зеленая часть символизирует вечность жизни, а яблоки – второе главное занятие жителей села, садоводство. Под щитом на ленте изображена дата основания поселка 1903 год, а над щитом лента с названием. Флаг представляет собой зеленое поле с узкой горизонтальной полосой желтого цвета. 